# Камера (гірництво)
Ка́мера —

1. Підземна гірнича виробка невеликої довжини і значних розмірів, що використовується для очисних робіт, господарських та інших потреб. Наприклад, насосна камера.
2. Очисний вибій (при камерній та камерно-стовповій системах розробки корисних копалин) з вибоєм невеликої довжини (5-10 м), яка обмежена з боків масивом або ціликами корисної копалини.
3. Гірнича виробка для розташування вибухових речовин при методі камерних зарядів.
4. Камера дроблення — виробка, в якій здійснюється подрібнення корисної копалини, зокрема з допомогою ВР.

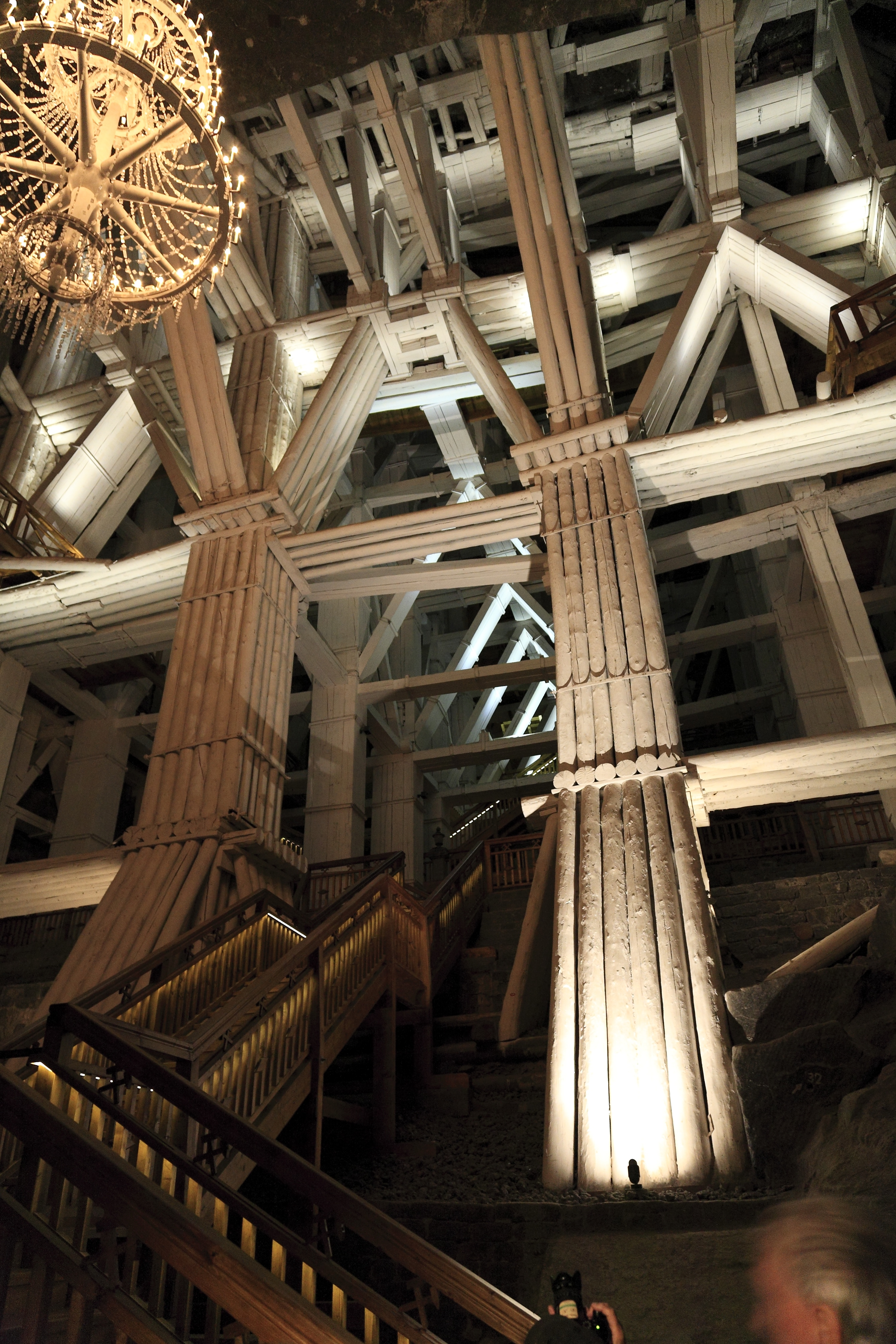
Камера Міхаловіце, соляна шахта "Величка", Польща

## Камера-сховище
Камера-сховище – ізольована камера для укриття людей на випадок аварії у підземних виробках. Розрізняють К.-с.: барикадні (споруджуються у тупикових виробках), легкого типу (на 15-50 чол) та центральні (на 100 і більше людей). Останні дві будуються завбачно, обладнуються герметичними дверима, пристроями забезпечення свіжим повітрям, саморятувальниками (респіраторами). Тут же розташовують запас питної води та медикаментів.

## Горловина камери
Горловина камери (шийка) (рос. горловина камеры (шейка), англ. chamber mouth (neck), нім. Hals m) — вузька гірнича виробка, яка з'єднує при пологому падінні покладу камеру з відкатною виробкою.